# 斯捷布利夫卡 (茲多爾布尼夫區)
50°24′27″N 26°5′58″E / 50.40750°N 26.09944°E
斯捷布利夫卡（烏克蘭語：Стеблівка），是烏克蘭西北部的村莊，隸屬里夫內州的里夫內區。該村面積12.6平方公里，海拔高度251米，2001年人口610，人口密度每平方公里48.4人。